# Некрасовське сільське поселення (Хабаровський район)
Некра́совське сільське поселення (рос. Некрасовское сельское поселение) — сільське поселення у складі Хабаровського району Хабаровського краю Росії.
Адміністративний центр та єдиний населений пункт — село Некрасовка.

## Населення
Населення сільського поселення становить 9087 осіб (2019; 8883 у 2010, 9435 у 2002).